# Cruisecontrol

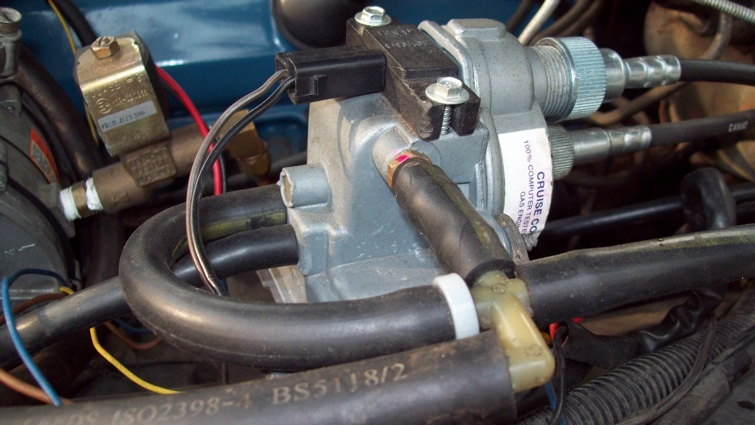
Cruisecontrolmodule

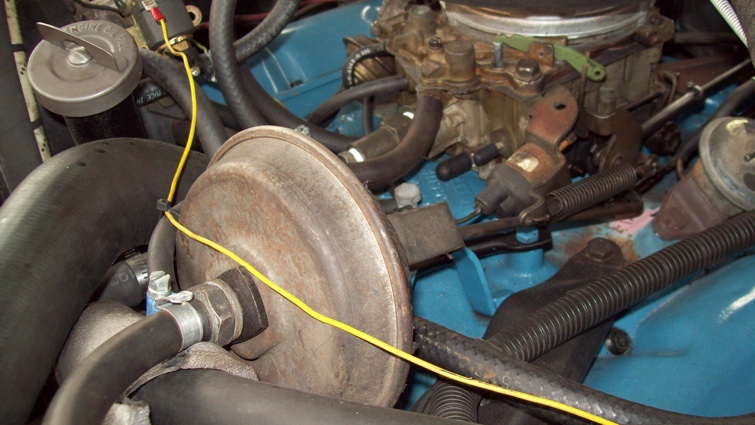
Cruisecontrolgashendel

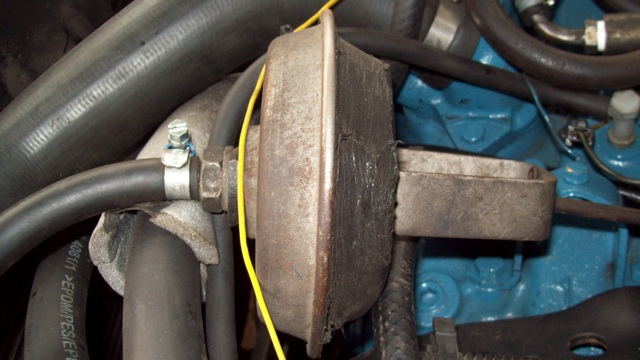
Cruisecontrol-vacuüm

Cruisecontrol of snelheidsregelaar is een uit de auto-industrie afkomstig middel om de snelheid van een voertuig vast te zetten, zodat men zelf geen gas hoeft te geven.
De cruisecontrol wordt uitgeschakeld door te remmen of bij sommige auto's met ontkoppelen. Een verdere ontwikkeling is de adaptieve of Intelligent Cruise Control. Hierbij wordt de afstand tot een eventuele voorligger gemeten en zo nodig de snelheid verlaagd. Cruisecontrol wordt ook op motorfietsen en vrachtauto's toegepast.

## Geschiedenis
De cruisecontrol werd in 1945 bedacht door de blinde Amerikaanse uitvinder en technisch ingenieur Ralph Teetor. Zijn idee om dit te gaan ontwerpen, kwam voort uit de irritatie (die hij hoorde en voelde) dat zijn chauffeur (tijdens het drukke praten) niet in de gaten had, dat hij telkens vertraagde en dan weer versnelde. De eerste in serie geproduceerde auto die werd uitgerust met Ralph Teetors systeem was de Chrysler Imperial in 1958. Deze voorloper van de cruisecontrol werd "auto-pilot" genoemd.

## Bediening
Bij veruit de meeste cruisecontrol-systemen zijn de volgende functies te bedienen met verschillende schakelaars:
- Een aan- en uitschakelaar. Ingeschakeld reageert de cruisecontrol op de andere bedieningsorganen. Bij sommige auto's gaat er een lampje branden om de bestuurder eraan te herinneren dat het systeem geactiveerd kan worden.
- Een instelschakelaar, vaak aangeduid met SET: Dit registreert de huidige snelheid van het voertuig. Vanaf dit moment kan de bestuurder het gaspedaal loslaten, de cruisecontrol neemt het over.
- Verhoging van de ingestelde snelheid, vaak aangeduid met + of ACCEL (van het Engelse woord accelerate, versnellen).
- Verlaging van de ingestelde snelheid, vaak aangeduid met — of DECEL (van het Engelse woord decelerate, vertragen).
- Een geheugenschakelaar, vaak aangeduid met RES (van het Engelse woord resume, vervolgen) of MEM (van het Engelse woord memory, geheugen): Wanneer de cruisecontrol niet actief is, maar het systeem wel ingeschakeld is, dan zal deze functie de cruisecontrol-functie activeren en het voertuig op de laatst ingestelde snelheid brengen.
- Rempedaal (en bij sommige handgeschakelde voertuigen ook het koppelingspedaal): Schakelt de cruisecontrol uit, de ingestelde snelheid blijft in het geheugen van de cruisecontrol staan. Sommige systemen hebben een apart knopje waarmee de cruisecontrol uitgeschakeld kan worden, terwijl de ingestelde snelheid opgeslagen blijft.

Veelal zijn functies gecombineerd op schakelaars. Zo wordt vaak de instelschakelaar gecombineerd met de knop voor het verhogen van de snelheid (bijvoorbeeld +/SET), terwijl de geheugenschakelaar vaak wordt gecombineerd met het verlagen van de snelheid (—/RES).

## Beveiligingen
Een cruisecontrol kan vaak pas ingeschakeld worden vanaf een bepaalde snelheid, bijvoorbeeld 30 of 50 km/h, of bijvoorbeeld pas vanaf de vierde versnelling; dit is om gebruik in de stad te ontmoedigen.
Tijdens het gebruik voert een cruisecontrolsysteem doorlopend een aantal testen uit. Niet alle systemen voeren al deze testen uit.
- Als het voertuig meer dan bijvoorbeeld 20 km/h onder de ingestelde snelheid komt, schakelt hij zichzelf uit. Als dit gebeurt, betekent dit waarschijnlijk dat de servo niet goed reageert, of de auto rijdt op een helling die te steil is voor de gekozen versnelling. Andersom kan ook, bij een te hoge snelheid ten opzichte van de ingeschakelde snelheid, schakelt het systeem uit.
- De rempedaalschakelaar en (bij sommige handgeschakelde voertuigen) de koppelingspedaalschakelaar worden gecontroleerd, als deze defect zijn schakelt het systeem niet in.
- Bij sommige systemen moet het rempedaal minimaal 1 keer ingetrapt zijn voordat het systeem geactiveerd kan worden. Dit is om de functie van de remschakelaar te controleren.
- De elektrische eigenschappen van de servo worden gemeten.
- Bij sommige systemen wordt ook het motortoerental gemeten, als dit te hoog wordt schakelt het systeem zichzelf uit.
- Storing in andere veiligheidssystemen, zoals ESP.

## Uitvoeringen
Cruisecontrol kan als apart mechanisch systeem zijn uitgevoerd, of onderdeel van het motormanagement zijn; dit laatste vooral als er sprake is van drive-by-wire: het motormanagement kan het gaspedaal bedienen en dan is cruisecontrol een simpele toevoeging.

## Bediening van het gaspedaal door de cruisecontrol
In het geval van een mechanisch systeem wordt het gaspedaal bediend door een servo: deze kan pneumatisch werken op het vacuüm in het inlaatspruitstuk of een aparte vacuümpomp, of met een elektromotor.

## Inbouw achteraf
Voor auto's die af-fabriek niet zijn uitgerust, kan er achteraf een systeem ingebouwd worden. Soms is dit een kwestie van alleen een bedieningsorgaan monteren en aansluiten en, als dit niet kan, een universeel systeem, wat bestaat uit een besturingseenheid, een bedieningsorgaan, bekabeling en een servo (pneumatisch of elektrisch). Bij achteraf inbouwen moet goed opgelet worden dat de bedieningskabel van de servo naar de gasklep nergens kan blijven haken of klemmen.

## Gevaren
Een cruisecontrol houdt een constante snelheid aan; als een voorliggende bestuurder geen constante snelheid aanhoudt, kan de situatie ontstaan dat men inloopt op de voorganger. Vaak wil men niet de cruisecontrol uitzetten en gaat men gevaarlijk dicht op de voorganger rijden of langzaam inhalen. Hier is het moderne adaptive cruise control in het voordeel: deze houdt een minimale afstand aan tot de voorganger.
Er bestaat het gevaar dat de bestuurder niet meer goed oplet, omdat er niet zelf gas gegeven hoeft te worden.
Het is mogelijk dat de bedieningskabel van de cruisecontrol blijft klemmen en dat uitzetten van het systeem niet helpt. In dat geval blijft de auto doorrazen. Door het contact uit te zetten zal de motor geen vermogen meer leveren en zal de auto vaart minderen. Het remsysteem zal blijven functioneren, ook zonder rembekrachtiging en men kan de auto veilig tot stilstand brengen. Eventueel kan men ook de versnellingsbak in de vrij zetten of de koppeling intrappen, motoren zonder toerenbegrenzer lopen het risico om over hun maximale toerental heen te gaan en kunnen daardoor zwaar beschadigd raken.

## Voordelen
- Men hoeft zelf geen gas te geven, waardoor de voet minder vermoeid raakt
- Door de constante snelheid wordt het brandstofverbruik gereduceerd
- Men hoeft niet continu de snelheid van het voertuig in de gaten te houden

## Wettelijk (België)
België was het enige land waar het op sommige trajecten verboden was de cruisecontrol te gebruiken. Dit werd aangegeven door een rond, rood omrand wit bord met de tekst cruisecontrol. Dit verbod werd echter in september 2022 opgeheven.